# Улица Эртеля
Улица Эртеля — улица в исторической части Воронежа, проходит от улицы 20 лет ВЛКСМ к улице Степана Разина. Сквозного проезда не имеет. Протяжённость улицы около 400 м.

## История
Известна с середины XVIII века. Историческое название Верхняя Чернавская (Верховая Чернавская), так как основной ее участок пролегал на холме около Чернавского лога и вблизи Чернавского моста. Более известным было другое название — Венецкая, к концу XIX века оно стало единственным. Возможно, было дано по характеру местности улицы, она проходила по закругленной возвышенности, как бы венцу. Архивные документы свидетельствуют, что название улицы связано с фамилией местного домовладельца, титулярного советника Ивана Васильевича Венецкого, он был известным в городе человеком, в конце XVIII — первой четверти XIX века служил в Дворянском собрании, занимал должность секретаря, позднее — архивариуса.

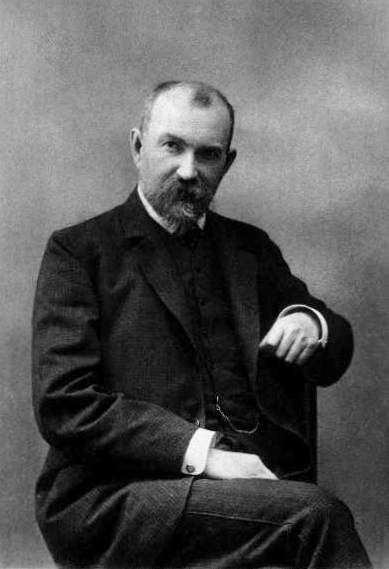
А. Эртель

В части улицы, выходящей к реке Воронеж, располагались здания суконной фабрики купца Василия Постовалова. В последней четверти XVIII века улицу спрямили так, что спуск к реке прошёл по бывшей территории фабрики.
Во второй половине XIX века на улице были проведены работы по благоустройству. В мае 1888 года воронежским архитектором А. М. Барановым был составлен проект «исправления» улицы и прилегающей местности, предусматривалась частичная перепланировка тротуаров и земляных откосов, обновление подпорных стен, замену ветхих сооружений новыми.
Современное название улицы в 1962 году дано в память русского писателя, уроженца Воронежской губернии, Александра Эртеля (1855—1908).
На улице сохранилась рядовая жилая застройка XIX — начала XX века.